# 伊切夫冰原島峰

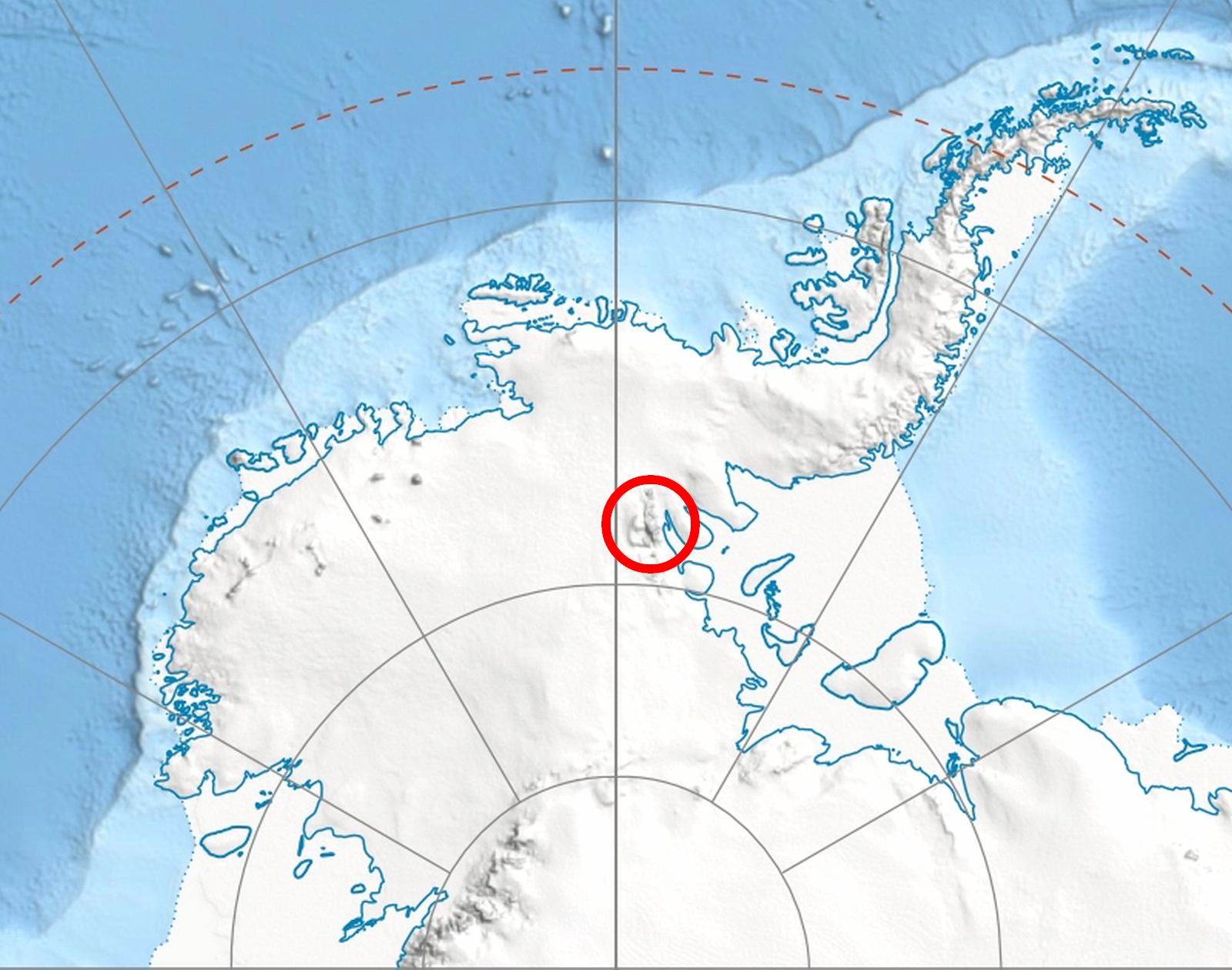

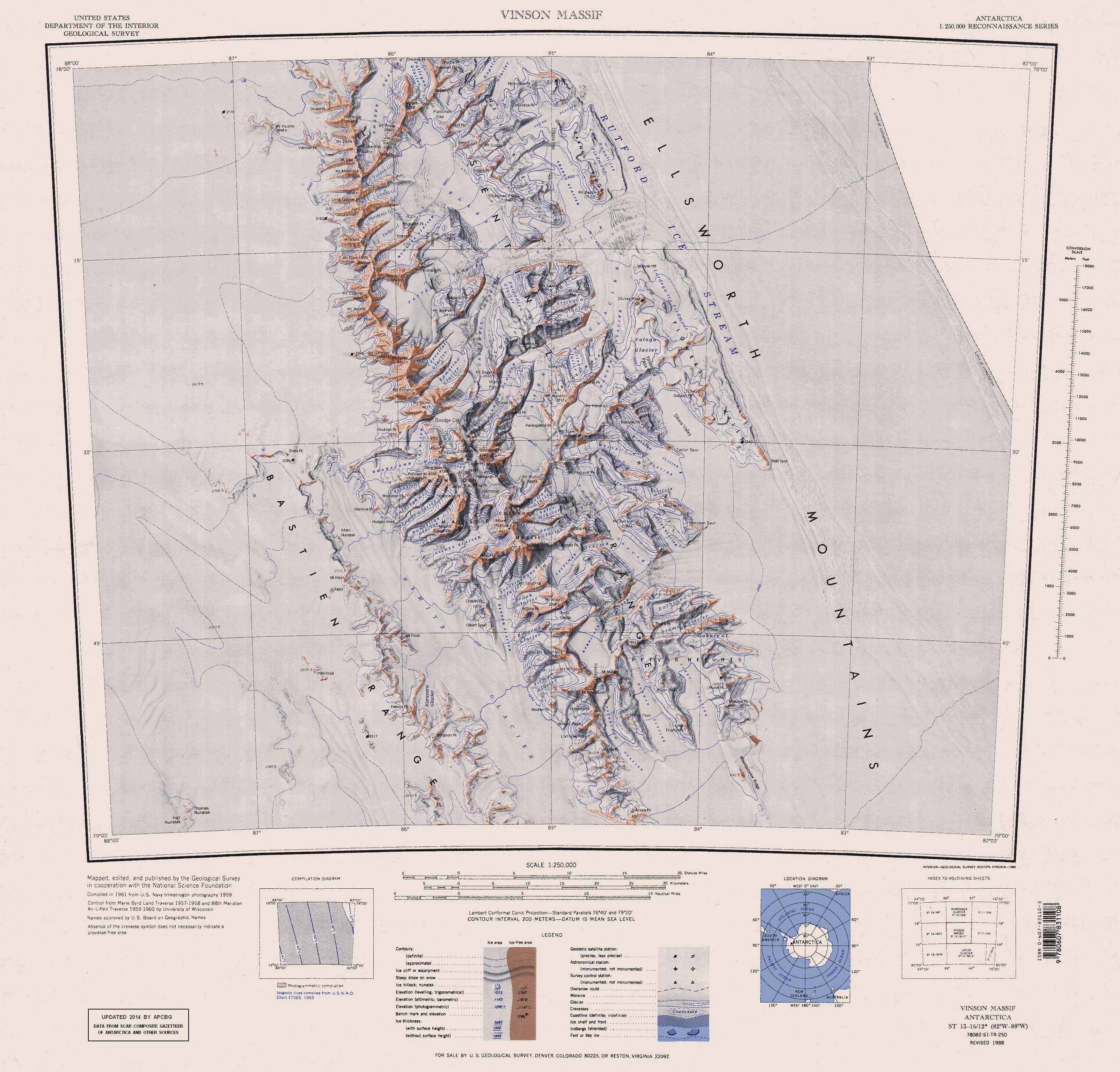

伊切夫冰原島峰（英語：Ichev Nunatak），是南極洲的冰原島峰，位於埃爾斯沃思地，處於克萊因山以北4.83公里和埃雷塔峰東南面12.88公里，屬於埃爾斯沃思山脈的一部分，海拔高度1,800米，以地質學家命名，現時由南極條約體系管理。